# Вильерс, Тереза
Дама Тереза Энн Вильерс (англ. Theresa Anne Villiers; род. 5 марта 1968, Лондон) — британский политик, министр окружающей среды (2019—2020).
Входила в первый и второй кабинеты Дэвида Кэмерона (2012—2016).

## Биография

### Происхождение
Из старинной аристократической семьи Вильерс, к которой принадлежат несколько герцогов, пэров и баронетов. Прадедом её прадеда по прямой мужской линии был достопочтенный Джордж Вильерс (1759—1827) — 3-й сын Томаса Вильерса, 1-го графа Кларендона. Двоюродным прапрадедом графа был, в свою очередь, самый известный представитель семьи Вильерс — Джордж Вильерс, герцог Бекингем.

### Ранние годы и начало политической карьеры
Родилась 5 марта 1968 года в Лондоне, училась в Бристольском университете, бакалавр гражданского права колледжа Иисуса Оксфордского университета. Являлась барристером, также преподавала право в Кингс-колледж (Лондон). 
В 1999 и 2004 годах избрана от Консервативной партии в Европейский парламент, в котором состояла до 10 мая 2005 года и входила во фракцию Европейской народной партии (христианские демократы).

### Парламентарий и министр по делам Северной Ирландии
В 2005 и 2010 годах избиралась в Палату общин от Консервативной партии в лондонском избирательном округе Чиппинг Барнет. В 2005—2007 годах — теневой старший секретарь Казначейства, в 2007—2010 годах — теневой министр транспорта. В 2010—2012 годах Тереза Вильерс являлась младшим министром транспорта.
4 сентября 2012 года Тереза Вильерс назначена министром по делам Северной Ирландии в кабинете Дэвида Кэмерона.
23 декабря 2014 года в белфастской штаб-квартире Министерства по делам Северной Ирландии — Stormont House — после 26-часового финального переговорного марафона между правительствами Великобритании и Ирландии, а также представителями пяти североирландских партий было подписано так называемое «стормонтхаусское соглашение» (Stormont House Agreement), имевшее целью дальнейшие меры урегулирования североирландской проблемы. Договор предусматривал проведение бюджетной реформы и реформы системы социального обеспечения, а также выделение 150 млн фунтов стерлингов (192 млн евро) на поддержку жертв и выживших в североирландском конфликте (в современном английском языке он называется просто The Troubles — «Смута»), 500 млн фунтов на поддержку проектов межобщинного сближения (в частности, программ совместного обучения) и 700 млн — на реформу бюджетной сферы и обеспечение резервов для покрытия непредвиденных расходов.
24 марта 2015 года Парламентский комитет по Северо-Ирландским делам (Northern Ireland affairs select committee) опубликовал доклад по вопросу амнистирования укрывающихся от суда шестерых боевиков ИРА, причастных к крупным террористическим актам 1980-х годов (Harrods bombings в 1983 году и Remembrance Day bombing в 1987), которое часть парламентариев сочла незаконным. В этом докладе министр по делам Северной Ирландии Тереза Вильерс подвергнута критике за отказ назвать комитету во время слушаний имена боевиков, подлежащих амнистии.
7 мая 2015 года состоялись очередные парламентские выборы, которые принесли Терезе Вильерс победу в её традиционном округе Чиппинг Барнет с результатом 48,6 % голосов против 34,1 % у сильнейшей из нескольких соперников — лейбористки Эми Треветан (Amy Trevethan).
11 мая 2015 года Дэвид Кэмерон сформировал по итогам выборов новый кабинет, в котором Тереза Вильерс сохранила кресло министра по делам Северной Ирландии.
Первоочередной задачей Вильерс стало претворение в жизнь «стормонтхаусского соглашения», из которого вышла ирландская партия Шинн Фейн, не согласная с условиями реформы системы социального обеспечения. Возникшее в этой связи политическое противостояние грозит полномасштабным кризисом законодательной и исполнительной власти в Северной Ирландии.
21 февраля 2016 года, в ходе подготовки референдума о членстве Великобритании в Европейском союзе, заявила, что будет голосовать за выход Великобритании из Евросоюза, дабы «вернуть контроль над нашей страной, готовить наши законы и контролировать наши границы». Таким образом, Вильерс стала одним из пяти членов кабинета Кэмерона, поддержавших «Брекзит» (против него выступали 16 министров).
14 июля 2016 года был сформирован первый кабинет Терезы Мэй, в котором портфель министра по делам Северной Ирландии достался Джеймсу Брокенширу, а Тереза Вильерс не получила никакой должности в правительстве.

### В правительствах Джонсона
24 июля 2019 года получила портфель министра окружающей среды, продовольствия и сельского хозяйства при формировании правительства Бориса Джонсона.
13 февраля 2020 года исключена из второго кабинета Джонсона в ходе серии кадровых перестановок.